# إتش تي سي 7 تروفي
إتش تي سي 7 تروفي (أو 7 تروفي) (بالإنجليزية: HTC 7 Trophy) هو هاتف محمول ذكي يستخدم نظام تشغيل ويندوز فون 7.
وهو من تصميم وتصنيع شركة إتش تي سي.

## الوزن
140 جرام (4.94 أونصة) مع البطارية

## الشاشة
النوع: شاشة تعمل باللمس مع إمكانية الضغط للتكبير/التصغير
الحجم: 3.8 بوصات
الدقة: 480 x 800 WVGA

## سرعة المعالج
1 جيجا هرتز

## التخزين
ذاكرة الهاتف الداخلية: 8 جيجا بايت
ROM: 512 ميجا بايت
RAM: 576 ميجا بايت

## الموصلات
موصل صوت استيريو 3.5 ملم
micro-USB قياسي micro-USB 2.0 (ذو 5 دبابيس)

## المستشعرات
G-Sensor
البوصلة الرقمية
مستشعر القرب
مستشعر الضوء المحيط